# Jante (Udayapur)
Pour les articles homonymes, voir Jante.
Jante (en népalais : जाँते) est un comité de développement villageois du Népal situé dans le district d'Udayapur. Au recensement de 2011, il comptait 2 180 habitants.